# Centaurea lycia
Centaurea lycia — вид рослин роду волошка (Centaurea), з родини айстрових (Asteraceae).

## Опис рослини
Це багаторічна запушена рослина 25–35 см, з невеликою кількістю гілок у верхній частині. Прикореневі та нижні листки від ліроподібних до простих, верхні листки прості. Кластер філаріїв (приквіток) 12–15 × 10–12 мм; придатки великі, приховують базальні частини філаріїв, майже округлі, напівпрозорі з твердішою світло-коричневою центральною частиною. Квітки трояндово-пурпурні. Сім'янки 3.5–4 мм; папуси 3–4 мм. Період цвітіння: червень — липень.

## Середовище проживання
Ендемік пд.-зх. Туреччини (Анатолія). Населяє скелі, на висотах 880–1800 метрів.